# De distillatione libri IX
De distillatione libri IX est un ouvrage sur la distillation de Giambattista della Porta, qu'il publia à l'orée de sa vie, en 1608. Il se présente comme une reprise et extension du chapitre 10 de son œuvre principale Magia naturalis.
C'est le point d'aboutissement de plus d'un siècle de publication de traités de distillation. Mais alors que ses prédécesseurs qui exerçaient pour la plupart une profession médicale, avaient pour seule préoccupation la production de remèdes purifiés par la distillation, Della Porta élargit le champ d'application des produits distillés à la parfumerie et la cosmétique. Ses descriptions précises de production d'eaux florales et d'huiles essentielles sont contemporaines du développement de la culture des fleurs à parfum en Italie et dans le midi de la France et de la profusion de parfums utilisés par la noblesse.

## Les traités de distillation duXVIesiècle
Les techniques de distillation apparues dans la partie orientale de l'Empire romain chez les alchimistes gréco-égyptiens (comme Zosime de Panopolis) furent perdues dans la partie occidentale de l'Europe durant le Haut Moyen Âge mais récupérées et développées à Byzance puis dans l'Empire musulman. Elles revinrent en Italie à partir du XIIe siècle par l'intermédiaire des traductions des œuvres médico-alchimiques de l'arabe en latin. Du XIIe au XVIe siècle, la distillation fut utilisée par les apothicaires et les chirurgiens pour distiller la matière médicale galénique (plantes médicinales, animaux et minéraux) pour produire des remèdes.
Dans la mouvance de l'alchimie de Johannes de Rupescissa, on assiste à partir de la fin du XVe siècle à une floraison de traités de distillation effectués dans un cadre médical. La distillation de la matière médicale intéresse de plus en plus les médecins car elle était conçue comme une technique d'extraction de la partie pure, thérapeutiquement efficace des remèdes, de la partie impure et toxique. En 1476, le médecin Michael Puff, fait circuler le manuscrit Büchlein von den ausgebrannten Wässern, un traité novateur sur les vertus des « eaux brûlées ». Ce premier traité sera suivi tout au long du XVIe siècle d'une multitude de travaux (désormais imprimés)  sur les techniques et les applications de la distillation. L'ouvrage de l'apothicaire strasbourgeois Hieronymus Brunschwig, intitulé Liber de arte distillandi de simplicibus (1500) décrit de manière détaillée les ustensiles de distillation  et liste 305 notices sur les distillats de substances végétales et animales et leurs indications thérapeutiques. Ces travaux inspireront toute une série de recherches semblables comme Coelum philosophorum (1525) de Philipp Ulsted, le Trésor des remèdes secrets (1552) de Conrad Gesner, le Polychymia de Kaspar Wolf (sous le pseudonyme de D. Euchyon) l'ami de Gesner ou Quatre livres des secrets de médecine et de la philosophie chymique  (1573) de Jean Liébault. Della Porta est le point culminant de la tradition des ouvrages de distillation avec la caractéristique essentielle d'élargir le champ d'application de la distillation de la pharmacologie à la parfumerie et la cosmétique.
Comme tous les auteurs de la Renaissance, Della Porta fit des œuvres composées essentiellement de compilations et de citations d'auteurs classiques. L'étude des phénomènes fantastiques « magiques » fut la préoccupation constante de toute sa vie. La chasse aux phénomènes merveilleux commencée à l'adolescence, donna matière à publication à l'âge 23 ans, d'un premier ouvrage de compilations de Magia naturalis (en latin) en quatre livres, et à une réédition en 20 livres à l'âge de 54 ans puis à la reprise du chapitre sur la distillation, sous la forme d'un nouvel ouvrage en 9 livres sur la distillation De distillatione libri IX en 1608, à l'âge de 73 ans. La version française Des distillations publiée à Strasbourg date de 1609.
Avec constance, Della Porta chercha à justifier les phénomènes magiques en montrant qu'ils pouvaient se comprendre si on les replaçait dans un ensemble de relations secrètes et de sympathies occultes liant les phénomènes par des analogies et correspondances. Toutefois certaines de ses études sont manifestement inspirées par la nouvelle rationalité scientifique qui était en train d'émerger avec Galilée. La deuxième édition de Magia naturalis affiche son souci de s'appuyer sur des observations précises quand il aborde l'étude des miroirs et des lentilles optiques, les forces magnétiques des aimants et la distillation.

## L’œuvre
Della Porta avait une conception plus claire du processus de distillation et des produits obtenus que n’importe lequel de ses contemporains.
Son originalité tient moins à sa conception des appareils à distiller qu'à sa compréhension des phénomènes et à ses distinctions claires des différents types de distillats (eau florale et huile essentielle).
Sa présentation des différents produits de distillation est originale et provient manifestement de l'expérience tirée de nombreux travaux menés dans son atelier avec l'équipe d'artisans qu'il employait. Dans cet ouvrage de la maturité, fait alors qu’il avait plus de 70 ans, il affiche un plus grande confiance en ses expérimentations qu'aux textes classiques qu'il considérait auparavant comme la source de toute vérité.

### La distillation
Comme tous ses prédécesseurs, il adopte une définition de la distillation plus large que celle que nous utilisons de nos jours
| La distillation est la résolution en vapeur sous l’action de la chaleur des parties humides qui se transforment en liquide lorsqu’elles rencontrent du froid et un resserrement. (De Distillatione[4], Livre I, chap. 2) |

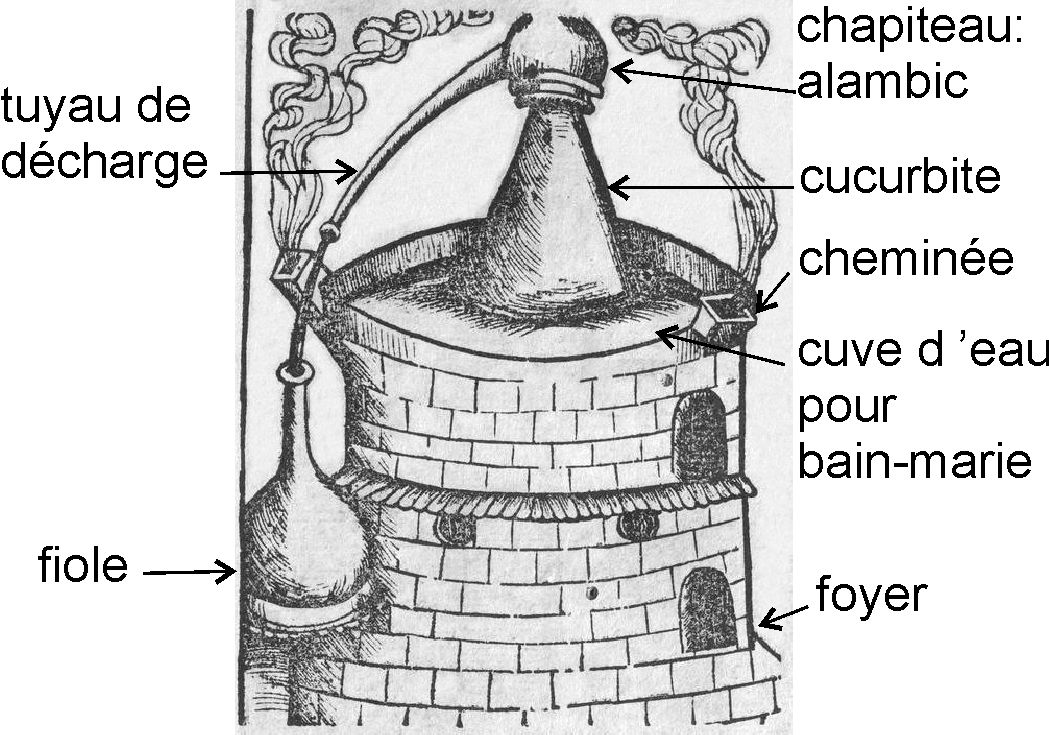
Depuis un siècle les appareils à distiller sont semblables à celui représenté ici par Brunschwig en 1500. La cucurbite contenant le substrat à traiter envoie ses vapeurs dans le chapiteau (appelé aussi alambic) pour y être condensées et s'écouler à l'extérieur dans la fiole (ou réceptacle)

Cette notion de « distillation » peut se comprendre au sens actuel et alors elle se fait au moyen d'un alambic placé sur un foyer, ou elle peut se comprendre dans un sens plus large et alors elle se fait avec des appareils qui n'ont pas de nom mais que nous allons décrire rapidement.
Les alambics de l'époque sont constitués d'une « chaudière » formée d'un fourneau de briques et de chaux, comportant un foyer sur lequel on disposait d'un récipient (nommé le vaisseau, la fiole, l'ampoule, la cucurbite) rempli du substrat à traiter (des plantes, du vin, du vitriol, etc.), surmonté d'un chapiteau, récipient globuleux prolongé par un long tuyau de décharge, délivrant goute à goutte le distillat dans une fiole (ou réceptacle). Le terme générique pour le produit de la distillation (le distillat) est à cette époque « eau ».
Aux techniques traditionnelles de distillation par ascension et par descente, Della Porta en rajoute une troisième inspirée par son souci de chercher des relations entre le monde des techniques et celui des plantes :
| Il y a trois sortes de distillation, comme il y a trois sortes de mouvements: une se dirigeant tout droit vers le haut, la seconde s'inclinant vers le bas, la troisième légèrement en pente, comme couchée. Et ceci provient d'une propension particulière de la nature des herbes. En effet, certaines, d'un esprit plus subtil et ténu, se portent tout droit vers le haut; d'autres faites d'une manière terrestre et plein de lie, sont attirées vers le bas, d'autres d'une espèce intermédiaire tendent à se présenter de manière inclinée. (Livre I, chap. 4) |
Et ces trois types de techniques sont ensuite divisées chacune en quatre sous-types correspondant à la nature de la substance qui transmet la chaleur entre la source de chaleur (le feu, le crottin etc.) et la cucurbite. En bon humaniste imprégné de culture classique, Della Porta distingue les médiums ayant la nature de la terre, de l'eau, de l'air et du feu, les quatre éléments de la philosophie naturelle (correspondant à des milieux à l'état solide, liquide, gazeux et l'état plasma).
1. Distillation per ascensum (avec un alambic)
- par le feu : flammes lèchent le fond de la cucurbite, pour une extraction complètes des huiles et eaux fortes
- par la terre : la chaleur du foyer est transmise par de la cendre dans laquelle est placée la cucurbite
- par l'air : la chaleur du foyer est transmise par l'air ou la vapeur d'eau, enfermé dans un dôme sur lequel repose une multitude de cucurbites (voir figure ci-dessous)
- par l'eau : la cucurbite, placée dans une coupe remplie d'eau de source, est chauffée au bain-marie.

|                                     |                            |
| Distillation per ascensum par l'air | Distillation au bain-marie |

Le fourneau est en général une maçonnerie d'environ un mètre de haut (2 à 3 pieds) comportant un foyer (à charbon ou bois) pouvant chauffer une ou plusieurs cucurbites. Les cucurbites et les chapiteaux sont faits de verre, de terre cuite ou de métal (cuivre, plomb, etc.). Ils sont encore à cette époque de taille modeste et relativement fragiles. Pour éviter que les verreries n'éclatent, elles sont lutées (couvertes d'un enduit d'argile et de crin) et chauffées lentement par l'intermédiaire d'un bain-marie à l'eau ou à la cendre.
Pour distiller efficacement, il est important de disposer d'un système de refroidissement des vapeurs (en les faisant passer par exemple dans un serpentin enroulé dans un bac d'eau fraîche). Bien qu'aucun système de refroidissement ne soit décrit dans cette partie de l'ouvrage, Della Porta en mentionnera plus bas pour la distillation des eaux-de-vie ou des huiles essentielles.
2. Distillation per descensum, se fait avec deux récipients au long col placés l'un au-dessus de l'autre, le supérieur contient le substrat à « distiller » (retenu par une grille) et l'inférieur sert à récupérer les « huiles » lourdes s'écoulant vers le bas. Della Porta utilise ce dispositif pour la pyrogénation des bois (de cade, de gaïac, etc.), comme il développe le sujet dans le livre sixième, intitulé De l'extraction d'huile à partir des Bois.
La cucurbite supérieure est chauffée par quatre moyens:
- par le feu: pour extraire l’huile des bois, il faut un feu très vif. La cucurbite de terre cuite ou de cuivre, placée la tête en bas, pleine au 2/3, dont le col est bouché avec une pelote de fils de fer ou de laiton, et embouchée dans un vase de réception. L’« eau » s’écoule d’abord puis lorsqu’elle cesse de couler, l’« huile » descend alors dans le vase de réception.
- par la terre: l'ampoule supérieure est placée dans de la cendre chaude
- par l'air: l'air chaud assure un chauffage encore plus léger
- par l'eau: le feu placé au-dessus du couvercle, chauffe l'eau du bain-marie

|                                       |                                      |
| Distillation per descensum par le feu | Distillation per descensum par l'eau |

3. Distillation per inclinationen pour « les matières qui montent ou descendent difficilement et ne se dirigent que par cette voie ». La cucurbite est inclinée si bien que le vase de réception est à peu près à la même hauteur.

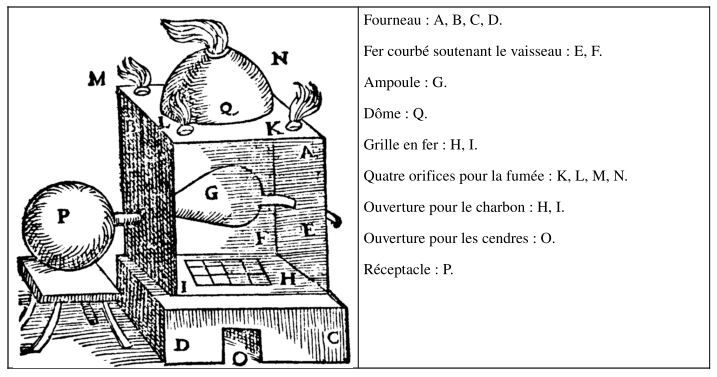
Distillation per inclinationen par le feu

- par le feu, le vase de réception doit être refroidi par des linges ou éponges humides, le feu doit brûler sans interruption pendant quelques jours, l'huile et les eaux couleront. Technique utilisée pour les eaux-fortes et le vitriol
- par la terre, feu allumé au-dessous et au-dessus de la cornue ou luth
- par l’air
- par l’eau

Della Porta rajoute deux chapitres sur la distillation par la chaleur du soleil ou de matière en putréfaction.
Distillation par d'autres sources de chaleur

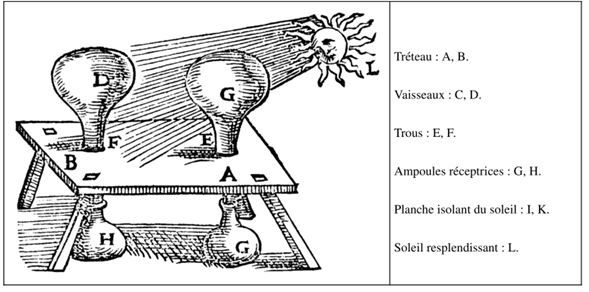
Distillation par la chaleur du soleil

- par la chaleur du soleil, est utilisée pour obtenir des remèdes pour les yeux, pour produire des parfums qui redoutent par-dessus tout d'être brûlés
- par d'autres sources de chaleur: crottin, fumier de vache, chaux vive, marc de raisin, pulpes d'olives qui restent après extraction de l'huile.

Della Porta se livre dans le chapitre 29 du livre I à un petit jeu de dénomination des récipients utilisés par les distillateurs qui est devenu très célèbre pour le charme poétique qu'il dégage. Della Porta était un homme de lettres, sensible à la beauté des métaphores, mais présentement, son souci était plutôt de créer des outils de distillation en s’inspirant des correspondances analogiques et des liens de sympathie-antipathie qui tissent les relations des plantes, animaux et des choses. Il caractérise chaque plante et chaque animal par certains caractères (par ex. sec/humide, subtil/épais), il dégage des associations analogiques plante-animal, puis il associe la forme de l’animal à la forme de la cornue destinée à la distillation de la plante.
Ainsi , l'autruche au long cou, est un animal ayant un esprit très subtil qui évacue son souffle en hauteur. Les plantes à « l’émanation très subtile qui s’élève facilement vers le haut réclament, à cause de cela, des vases au long col ». C'est le cas du « matras » qu'il appelle aussi autruche, girafe ou grue. Il est utilisé dans la distillation de l'eau-de-vie.
Ou bien, la tortue est un animal terrestre, sec, toujours penché en avant. Les simples comme les sels, les vitriols et les minéraux qui ne montent pas, sont aussi de nature terrestre, c'est pourquoi ils réclament d'être distillés dans des vases que l'on appelle luth, lyre ou tortue pour la ressemblance avec l'animal.
Pour séparer les parties les plus subtiles et pures, des substances grossières et impures, il faut qu'elles soient ramenées vers elles-mêmes par un mouvement giratoire continuel. Della Porta indique: « on a imaginé un vase qu'on appelle pélican parce qu'il reproduit la silhouette de l'oiseau. Dans ce vase, les parties les plus tenues des simples qui se sont élevées à travers le col, sont renvoyées comme en un vent au-dessus des fèces [résidus], par le bec fiché dans la poitrine ouverte... »
|                    |                              |         |
| Matras ou autruche | Luth pour distiller les sels | Pélican |

Finalement, on observe au terme d'un siècle de publication de traités de distillation, très peu d'évolution du matériel utilisé. Les innovations concernent plutôt le champ d'application, comme nous allons voir ci-dessous.

### Les eaux florales
Les distillateurs de langue allemande comme Brunschwig ou Gesner, s’intéressaient à la distillation des plantes médicinales dans un but purement thérapeutique. Quand Brunschwig distille des plantes aromatiques, il ne mentionne pas leur odeur, ni la production de substances huileuses surnageant le distillat. Par contre en Italie, les humanistes élargissent le champ d’application de la distillation à la parfumerie et la cosmétique. Ruscelli avec De' Secreti del R.D. Alessio Piemontese avait décrit des huiles parfumées et des « eaux odoriférantes ». Della Porta se plaît à décrire la beauté et le parfum des fleurs fraîches et les effluves de parfum dégagés par les « eaux de fleurs ».
À cette époque, le distillat, c'est-à-dire le liquide obtenu par distillation, est appelé simplement « eau ». Della Porta va aller plus loin et distinguer clairement les divers produits.
Il décrit la fabrication d'« eaux parfumées » que l'on appelle plutôt de nos jours « eaux florales » (destinée à la parfumerie et la cosmétique). Ainsi est expliquée la production d'eau de rose, de fleurs d'oranger, de fleurs de myrte, de lavande, et jasmin etc.
Il pratique une distillation des fleurs soit à sec soit dans l'eau de source. Ainsi, pour l'« extraction des eaux parfumées » (livre II), il distille les fleurs à sec:
| Eau parfumée de fleurs de lavande. Cueillir les fleurs à la fin du printemps, aux mois de juin et juillet...; introduites dans des instruments de verre, on les met à distiller au bain-marie ou à la cendre, et l'eau qui en sort, très parfumée, est bonne pour tout usage. (Livre II, chap. 4) |
Il recommande alors de procéder avec douceur, en mettant la cucurbite au bain-marie et de « faire très attention à ce que les fleurs ne soient pas brûlées et que l'eau ne sente pas la puanteur des fumées et l'odeur de brûlé ».
L'eau de rose, très prisée des Arabes, est la plus parfumée. Vient ensuite l'eau de fleurs d'oranger, produite en abondance dans la région de Naples, appréciée comme condiment, parfum et remède.
| Ici, à Naples, on extrait pour l'expédier dans toutes les parties du monde une énorme quantité d'eau de ces fleurs, qui se plaisent dans notre climat d'éternel printemps, et tous nos parcs en regorgent. Cette eau se vend de manière étonnante, soit comme condiment de la nourriture des Grands, soit pour la préparation des parfums; elle est surtout recherchée par les parfumeurs, et fort utile aux médecins. (Livre II, chap. 2) |

### Les huiles parfumées

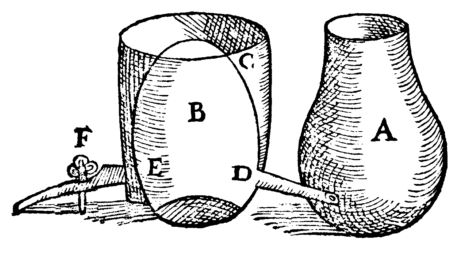
Figure de gauche: le chapiteau B est placé à l'intérieur d'un bassin d'eau froide C.
Figure de droite: la cucurbite A placée dessous le chapiteau B
Les vapeurs condensées sont évacuées par le bec D et tombent goute-à-goutte dans une fiole

Pour l'extraction des « huiles », Della Porta introduit au livre III, trois procédés non utilisés pour les eaux florales:
- un système de refroidissement du chapiteau; celui-ci doit être plongé dans un bassin d'eau froide, régulièrement renouvelée pour assurer une bonne condensation des vapeurs
- les fleurs placées dans la cucurbite sont couvertes d'eau de source
- utilisation de diverses techniques de décantation pour « séparer l'huile de l'eau ».

Alors que les distillateurs qui opéraient un siècle auparavant, ne distinguaient pas clairement dans le distillat, la fraction huileuse (légère et non miscible à l'eau) de la phase aqueuse, Della Porta caractérise très clairement les deux parties. Cette fraction huileuse, surnageant sur le distillat, qui est appelée actuellement « huile essentielle », est constituée majoritairement de terpénoïdes et ne doit pas être confondue avec un lipide. Il distingue clairement ces « huiles parfumées » (terpénoïdiques) des « huiles de pressoir » (lipidiques) traitées dans le livre IX.
| Distillation de l'huile parfumée de fleurs d'oranger. On cueille environ 40 livres de fleurs d'oranger et on les met dans le vaisseau précédemment cité; on les couvre de 15 livres d'eau de fontaine, et on allume un feu aussi vif que possible en refroidissant comme nous l'avons dit le chapiteau; l'eau sera ainsi complètement distillée en 4 ou 5 heures. À la surface surnageront quelques gouttes d'huile de couleur rouge. Il faut les mettre à part avec le plus grand soin et la plus grande habileté; elles sont d'une odeur très pénétrante et le parfum de l'eau, que vendent les marchands, n'en sera pas affaibli. |

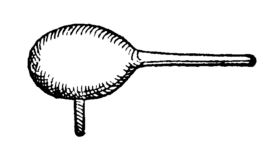
Vase de décantation pivoté sur le côté pour faire couler l'eau par le petit bec. On le ferme de l'index quand arrive l'huile.

Della Porta propose plusieurs systèmes de vase pour séparer l'huile de l'eau. Il ne connaît pas encore le vase florentin effectuant automatiquement la séparation. Son vase préféré comporte un gros ventre prolongé par un long col vertical allant sous le bec du chapiteau et d'un petit tuyau sortant sur le côté. Quand la distillation est terminée, il pivote le vase sur le côté, laisse s'écouler l'eau par le petit bec, et lorsque l'huile surnageant arrive dans le petit bec, il ferme celui-ci avec l'index.
Il présente ensuite la production d'une vingtaine d'huile parfumées : huile parfumée de fleurs d'oranger, de roses, de myrte, de giroflée, de lavande, de romarin, absinthe, etc. Il mentionne à plusieurs reprises l'huile parfumée de fleur de lavande « qui vient de France où l'on trouve une grande quantité de ces fleurs ».
Dans le livre IV, Della Porta présente l'extraction de l'« huile des plantes exotiques », en l'occurrence d'épices comme la cannelle, les clous de girofle, les noix de muscade, le cardamome, etc.
| Huile de cannelle. Il faut piler grossièrement ces écorces et les laisser d'abord macérer dans l'eau pendant deux jours, puis les introduire avec suffisamment d'eau dans un vaisseau de cuivre que l'on pose sur le feu à la chaleur désirée... les vapeurs introduites en même temps dans le réceptacle se résolvent en huile et en eau. (Livre IV, chap. 1) |
Ces huiles ont des propriétés médicinales ou parfois condimentaires.
Il consacre le livre V à la distillation des résines pour produire de l'huile de mastic, de benjoin, de styrax, d'encens, de térébenthine, etc. Il utilise un vaisseau nommé luth ou tortue ou une retorte soigneusement lutée. Il conçoit une installation permettant de chauffer le vase par-dessus avec des braises ardentes et par-dessous par un feu assez doux. Ces huiles très parfumées produites sont utilisées comme onguents.

### Eau-de-vie
Della Porta, ne semble pas s'être beaucoup intéressé à la distillation de l'eau-de-vie qu'il expédie rapidement dans le livre VIII. Il mentionne plusieurs méthodes mais ne réalise manifestement pas l'importance du refroidissement des vapeurs.
Il distille un vin « très généreux et très vieux » dans une cucurbite remplie au deux tiers, sur laquelle est disposé un chapiteau, s'écoulant par un bec dans « un réceptacle plutôt grand; en effet plus il sera ventru, mieux ce sera, pour qu'il puisse recueillir au maximum et  dans toute leur force les esprits qui ne seront pas encore convertis en eau ».
En l'absence de système de refroidissement efficace, les vapeurs d'alcool (les « esprits ») arrivent dans le réceptacle sans avoir été condensées (en un mélange liquide alcool-eau comme ce devrait être le cas). Il semble bien conscient du problème de la grande volatilité des esprits mais sans diagnostiquer la cause du défaut de condensation. Il faut comme il indique, bien luter les jonctions pour éviter que les vapeurs ne s'évanouissent dans les airs en pure perte mais il faut aussi bien les refroidir pour les liquéfier.
Il pratique une distillation à repasse : « on distillera de nouveau ce qui a été distillé, jusqu'à ce que soit écoulée la moitié de la totalité; on répétera l'opération...Certains vont jusqu'à faire dix distillations; mais nous nous sommes contentés d'aller jusqu'à la quatrième ».

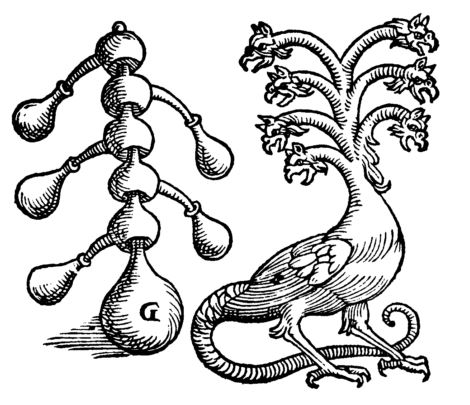
Hydre: la cucurbite est surmontée de 8 à 10 chapiteaux, emboités les uns dans les autres, collectant des esprits de plus en plus subtils; ancêtre de la colonne à distillation fractionnée

Della Porta mentionne d'« autres méthodes plus rapides et plus économiques pour obtenir de l'eau-de-vie » (Livre VIII, chap. 3) qu'il semble ne pas avoir lui-même pratiquées. Il indique: « Certains se sont servis de l'alambic serpentin... D'autres distillent au moyen d'un vaisseau à quatre ou sept têtes ou d'une hydre...et produisent une eau qui a des caractéristiques différentes: en effet, de la partie supérieure du vaisseau tombe une eau plus subtile et de la partie inférieure une eau qui regorge de flegme, eaux qu'ils conservent toutes séparément ».
Mais plus que l'eau-de-vie, ce qui intéresse Della Porta est la fameuse « quintessence », un puissant remède régénérateur conçu par Rupescissa (au XIVe siècle), seul capable d'après le moine franciscain, d'anéantir les effets désastreux de l'Antéchrist. Della Porta pense que la quintessence est « la partie la plus subtile séparée de son corps, c'est-à-dire dépouillée de toute qualité sensible et élémentaire ». Il produit des quintessences d'eau-de-vie, de fenouil, de séséli, d'angélique et de zédoaire (Curcuma zedoaria).
Pour extraire la quintessence d'eau-de-vie, il part d'une eau-de-vie distillée six ou sept fois qu'il place dans un pélican bien fermé. Celui-ci est déposé pendant un mois sous du crottin ou du marc de raisin ou au bain-marie. « À la fin, on verra dans le fond des fèces [sédiments] et, surnageant, la quintessence de couleur bleu sombre et limpide. Ouvrir alors le petit orifice et il se dégagera une odeur admirable, à laquelle rien ne peut se comparer: on sait alors qu'on a atteint le but suprême ». La force de cette quintessence est telle qu'elle permet d'extraire les quintessences des plantes qu'on y met à macérer quelques heures.

### Produits chimiques
Della Porta donne de nouvelles techniques pour extraire « des huiles à partir des bois » qui permettent la production d'huiles qui n'ont plus les odeurs désagréables de produits brûlés. La distillation par descente décrite est ce qu'on appelle de nos jours une pyrolyse du bois:
| on allume de tous côtés un feu, d'abord léger puis plus fort; le bois se liquéfie alors en huile, qui tombe dans l'ampoule inférieure avec son eau. D'abord il s'écoule un liquide pareil à l'eau; il s'arrête ensuite et l'huile sort. |
Il décrit l'extration de l'huile de gaïac, de l'huile de bois de genévrier (donnant une « huile noirâtre et d'odeur lourde », l'huile de cade qui sera très longtemps produite), l'huile de bois d'agalloche ou d'aloès et d'aspaleth. Ces huiles sont utilisées dans des onguents ou dans la constitution de parfums.
Della Porta consacre enfin un chapitre « aux eaux-fortes qui sont très utilisées chez les orfèvres et les chimistes pour séparer l'or de l'argent ».